# Western Automatic (Album)
Western Automatic ist ein Jazzalbum des Chicago Reed Quartet, bestehend aus den Holzbläsern Nick Mazzarella, Dave Rempis, Mars Williams, Ken Vandermark. Die am 10. August 2014 größtenteils im Veranstaltungsort The Hungry Brain, Chicago, entstandenen Aufnahmen erschienen 2015 auf Rempis’ Label Aerophonic Records.

## Hintergrund
Nach einer Blütezeit in den späten 1970er-Jahren, in der das World Saxophone Quartet, Rova Saxophone Quartet und das 29th Street Saxophone Quartet, um nur drei der berühmtesten zu nennen, ihr Können unter Beweis stellten, habe das Format in den 2010er-Jahren eine Pause eingelegt, notierte John Sharpe. Als Instrumentalkonfiguration habe es sich jedoch nach wie vor fest etabliert, als eine Chicagoer Version mit dem Chicago Reed Quartet entstand. In diesem kollaborativen Quartett vereinen sich Chicagoer Saxophonisten, deren Alter fast genau zehn Jahre auseinander liegt. Dies war keine kalkulierte Entscheidung, als Rempis und Vandermark Ende 2013 zum ersten Mal über die Idee der Gruppe nachdachten. Die Besetzung entstand ausschließlich auf der Grundlage der musikalischen Affinität der beteiligten Persönlichkeiten. Nach Aufnahme des Albums zog sich Ken Vandermark im Wesentlichen auf seine beiden Hauptprojekte in Chicago (das DKV Trio und Made to Break) zurück, womit sich die Gruppe auflöste.

## Titelliste
- Chicago Reed Quartet: Nick Mazzarella, Dave Rempis, Mars Williams, Ken Vandermark: Western Automatic (Aerophonic Records – 009)[3]

1. Burn Unit (Mars Williams) 7:24
2. Remnan (Nick Mazzarella) 5:01
3. Broken Record Fugue (Ken Vandermark) 8:57
4. The Rush (Dave Rempis) 9:00
5. Camera Obscura (Nick Mazzarella) 6:43
6. P.O.P. (Mars Williams) 11:47
7. Hotsy Totsy (Dave Rempis) 8:03
8. Detroit Fields (Ken Vandermark) 7:05

Die Aufnahmen entstanden größtenteils im Veranstaltungsort The Hungry Brain in Chicago; das Stück „P.O.P.“ wurde beim Okka Fest 6 in Sugar Maple, Milwaukee, am 21. Juni 2014 aufgenommen.

## Rezeption

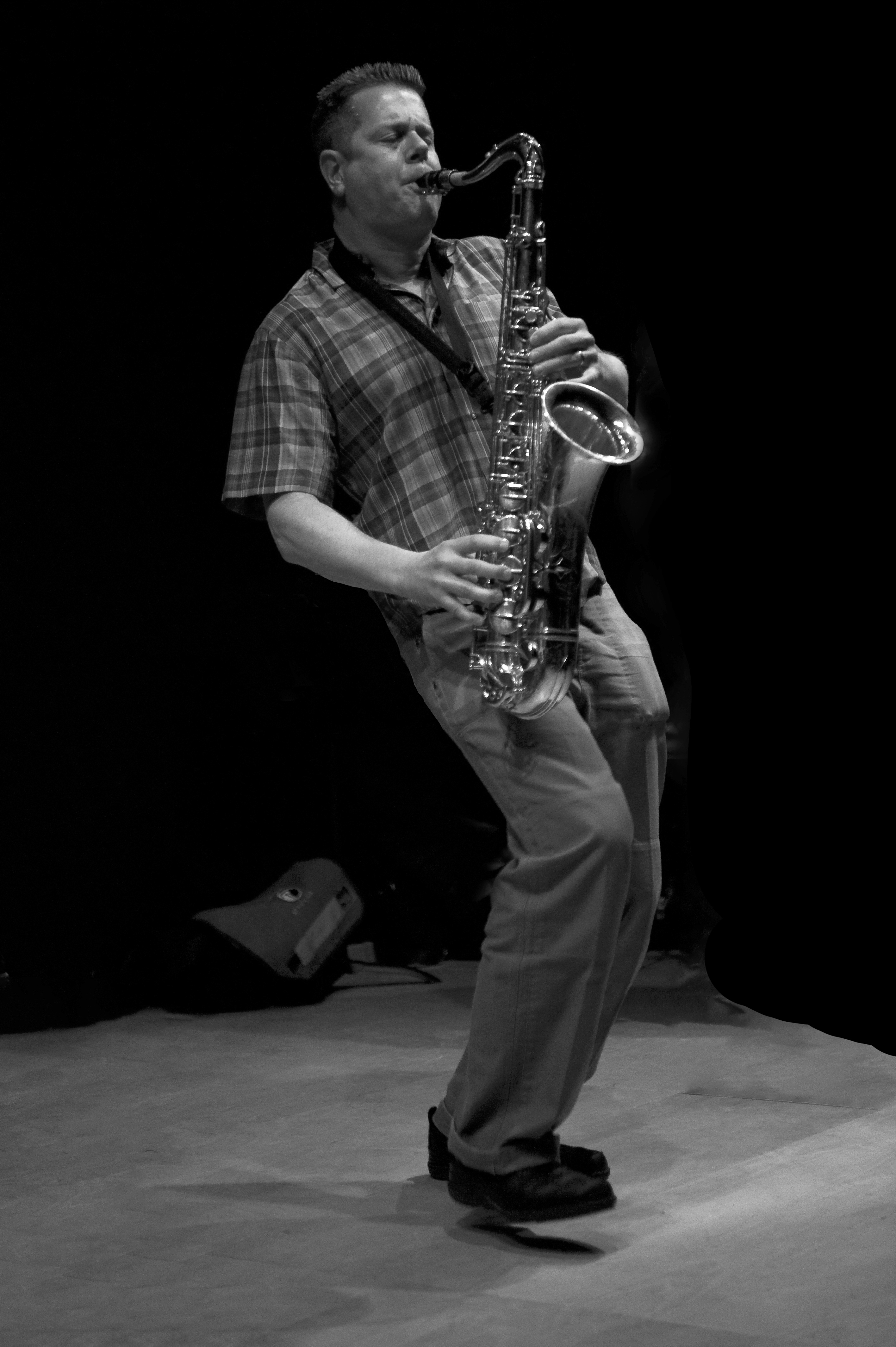
Ken Vandermark bei einem Auftritt mit dem Ab Baars Trio im Hallwalls Contemporary Arts Center, Buffalo, New York 2009

Unabhängig vom Alter würde eine Vielzahl von Verbindungen die ausgewählten Protagonisten verbinden, wobei Ken Vandermark das Herz eines komplexen Netzes bilde, schrieb John Sharpe in All About Jazz. Sowohl Rempis als auch Mars Williams seien zu unterschiedlichen Zeiten beim langjährigen, aber inzwischen aufgelösten Quintett Vandermark 5 tätig gewesen, während Nick Mazzarella in jüngerer Zeit seinen Platz im Audio One-Projekt von Vandermark einnahm. Abgesehen von Mazzarella verfüge jeder über mindestens drei Holzblasinstrumente, um eine abwechslungsreiche und farbenfrohe Klangpalette zu gewährleisten. Darüber hinaus trage jeder zwei Beiträge zu den aufgenommenen Stücken bei, und die daraus resultierende Vielfalt an Ansätzen führe zu einem bestechenden Programm, das zwischen strengen Skripten und lockeren Konföderationen liege.
Zum Glück werde [nach der Auflösung der Band] auf Western Automatic die reichhaltige, kontrapunktische Kraft der Gruppe in Erinnerung gerufen, schrieb Dave Zuchowski im Chicago Reader. Während die Kompositionen viele Bereiche abdecken, von den pointillistischen Sticheleien und Finten von Vandermarks „Broken Record Fugue“ bis zur samtigen Vornehmheit von Mazzarellas locker an Ellington erinnerndem „Remnant“, habe das Quartett im Laufe seiner kurzen Geschichte eine klare Identität geschmiedet. Wenn man bedenke, wie feurig und abstrakt das Spiel jedes einzelnen Mitglieds des CRQ ist, konnte man etwas überrascht sein, als die Gruppe zarte melodische Formen und reichhaltige Harmonien in ihren Arrangements so herzlich einflocht und an den Klang des World Saxophone Quartet erinnerte, sogar noch mehr an die Bay-Area-Experimentatoren von ROVA – dies sei eine Qualität, die die eher extrovertierte, zersplitterte Wut ausgleiche, die Rempis’ „The Rush“ antreibe. Es sei wunderbar, in den Detailreichtum des Albums einzutauchen, aber die Tatsache, dass man diese Stücke nicht mehr live hören werde, sei umso enttäuschender.